# Compagnies républicaines de sécurité en France

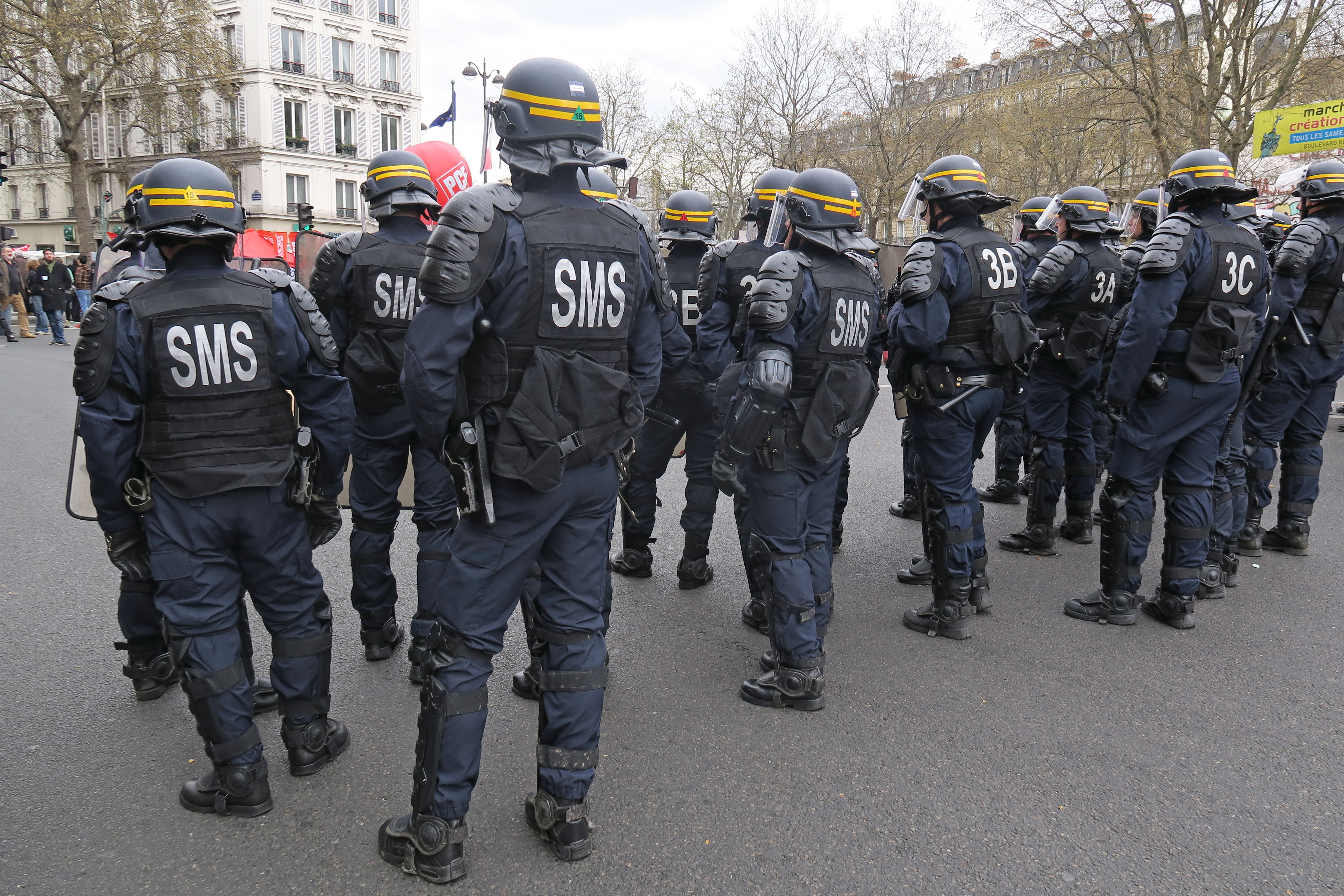
Manschappen van de CRS tijdens een betoging

De Compagnies républicaines de sécurité, ook bekend onder de afkorting CRS, vormen een gespecialiseerde eenheid binnen de Police Nationale in Frankrijk. Hun voornaamste taak is het handhaven van de openbare orde en de algemene veiligheid, maar ze voeren ook taken uit in het verkeer en zijn betrokken bij reddingsoperaties in de bergen en aan de kust. Ze zijn ontstaan in december 1944.
De afkorting CRS duidt in de eerste plaats op een eenheid, maar in het courante taalgebruik wordt un CRS ook gebruikt voor een politieagent van de nationale politie toegewezen aan de CRS. Het korps staat open voor mannen en vrouwen, maar ze dienen een speciale opleiding te volgen om de specifieke taak van het korps te kunnen vervullen.
Er bestaat naast de 60 reguliere compagnieën van de algemene dienst ook een compagnie die gespecialiseerd is in persoonsbescherming, met name de bescherming van de president tijdens zijn verplaatsingen (CRS n°1), negen compagnieën gespecialiseerd in bescherming van de autosnelwegen (CRS Autoroutières) en twee gespecialiseerd in reddingsoperaties in de bergen (CRS Alpes en Pyrénees). Zes eenheden motorrijders zijn verspreid over het gehele land.
Het devies van de companies républicaines de sécurité is: "Servir" (dienen).